# هيجة احمد (فرع العدين)

تعديل مصدري - تعديل

هيجة احمد محلة تابعة لقرية الانهوم، التابعة لعزلة بني يوسف بمديرية فرع العدين إحدى مديريات محافظة إب في الجمهورية اليمنية، بلغ تعداد سكانها 22 حسب تعداد اليمن لعام 2004.